# K-mix WONDER '69
K-mix WONDER '69（ケイミックス・ワンダー・ロッキュー）は、2013年4月より静岡エフエム放送（K-mix）にて放送されていたラジオ番組である。
奇数週は浜松本社1Fのオープンスタジオ「view-st.」から、偶数週は新静岡セノバ5階のサテライトスタジオ「view-st.Shizuoka"NOA"」から公開生放送。その後2016年からは、偶数週の放送が藤枝駅に隣接した「ホテルオーレ」3Fに開設されたサテライトスタジオ「view-st.Ole Fujieda」からの放送へと移行し、新静岡セノバからの放送は特別な放送の場合を除いて終了した。

## 概要
- 2013年3月まで10年間続いたK-MIX WEEKEND ヤッホー!!の後継番組。
- ともに1969年生まれの二人のトークと、80年代中心の選曲による番組構成。
- 2013年5月18日、初の出張公開放送を実施[1]。
- 2019年3月30日の放送（K-mix本社1階View-St.からの公開生放送）をもって番組終了。

## 出演者
- 久保ひとみ - 1969年10月19日（55歳）
K-MIX WEEKEND ヤッホー!!に引き続き出演。
- ユーコ・タケダ（武田裕子）[2][3][4] - 1969年11月25日（55歳）
ラジオDJ（RADIO-i等）、イベントMC等で活動。K-mixの出演は、K-MIX Bpe!以来の10年ぶり。

## タイムテーブル
2013年4月現在。時間は前後する。
- 11:00 - オープニング
- 11:xx - 80'sイントロ・ドン（1回目）
クイズ・ドレミファドン!風なイントロクイズ。ジングルはなるほど!ザ・ワールドのオープニング曲（en:The Trammpsの「Trammps Disco Theme」）。
- 11:11 - NEWS OF THIS WEEK
二人が気になったニュースを語る。
- 11:30 - K-mix Traffic & Weather Information
- 11:48 - A作〜WONDER BOY
吉田栄作（1969年生）の様なイケメンを取り上げ語る。
- 11:56 - メッセージ紹介、曲
- 1x:xx - 80'sイントロ・ドン（2回目）
- 12:11 - WONDER RECOMMENDATION
趣味趣向の異なる二人が、自身のお勧めを教え合う。
- 12:14 - MEGA PUSH TRACK（J-POP）
- 12:17 - メッセージ
- 12:21 - 80'sイントロ・ドン（3回目）
- 12:25 - SUMMER OF '69
青春時代にはまった物・事を紹介。
- 12:31 - 曲、メッセージ
- 12:41 - WONDER TELEPHONE
イントロクイズに回答したリスナーに逆電トーク、正解曲を流す。
- 12:45 - ラジオショッピング
- 12:48 - エンディング
- 12:54 - 駐車場情報、CM